# Rachat Kałżan
Rachat Kałżan (kaz. Рахат Қалжан; ur. 19 października 1998) – kazachski zapaśnik walczący w stylu wolnym. Zajął czternaste miejsce na mistrzostwach świata w 2022 roku. 
Dziewiąty na igrzyskach azjatyckich w 2022. Srebrny medalista mistrzostw Azji w 2022; brązowy w 2023 i 2025. Brązowy medalista igrzysk solidarności islamskiej w 2021. Trzeci na mistrzostwach Azji kadetów w 2018 roku.